# فينس مكمان
فينسنت كينيدي «فينس» مكمان (بالإنجليزية: Vince McMahon)‏ (من مواليد 24 أغسطس 1945) هو مصارع أمريكي محترف، مروج للعروض، ومنتج أفلام، وكان رئيس مجلس إدارة مؤسسة المصارعة العالمية الترفيهية وورلد ريسلينغ إنترتاينمينت ويملك النسبة الكبرى من أسهم الشركة وقدرت مجلة فوربس ثروته ب مليار دولار $ في عام 2000.

## حياته المهنية

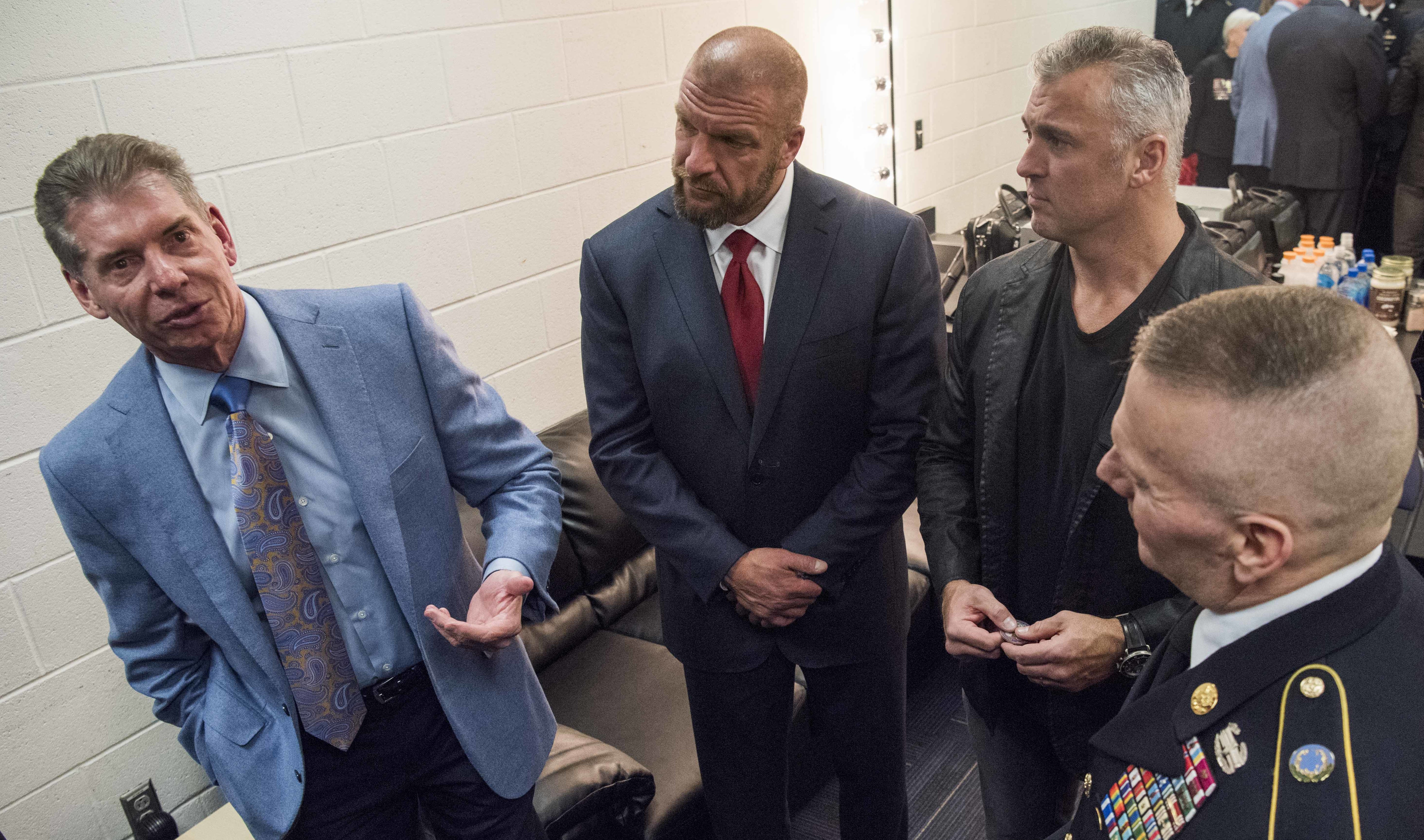
تريبل اتش، شين مكماهون، جون دبليو تروكسيل

بدأ فينس مكمان حياته المهنية في المصارعة المحترفة بعد أن عينه والده كمقدم عروض أسبوعية وقد حظى باستحسان الجمهور وسرعان ما ساعده ذلك على تحسين أدائه في الاتحاد ومساعدته على اكتساب السيناريوهات المكروهة الذي ساعده على اكتساب شعبية كبيرة في الاتحاد إلى يومنا هذا، وبعد وفاة والده في مايو 1984 تولى فينس وزوجته إدارة الشركة التي لاقت نجاحات كبيرة بسبب العروض الجديدة والمبتكرة خصوصا العرض السنوي الشهير مهرجان راسلمينيا (بالإنجليزية: Wrestlemania)‏ الذي يعتبر من أكثر العروض السنوية نجاحا.

### حادثة مونتريال
لعب شون مايكلز وبريت هارت وقام مكمان ونادى الحكم بعد أن كان بريت هارت سيفوز حينما طبق حركة الاستسلام لكن مكمان ألها الحكم وفاز شون مايكلز وبعد المباراة قام بريت هارت وبصق على وجه مكمان مما أدى إلى طرد بريت من الاتحاد في 28 ديسمبر 1997 في مهرجان سيرفايفر سيريز، بعد أسابيع من الجدل حول بريت هارت هارت، ومشاركته في المصارعة العالمية للترفيه (WWE)، رئيس فينس ماكمان أعلن أن هارت سوف يكون الضيف الخاص لعرض راو وفي بداية العرض دخل بريت وطلب من شون مايكلز ان يخرج إلى الحلبة وخرج شون وتكلم حول مباراة عام 1997 وفي نهاية الحديث تصافحوا وفي نهاية العرض قام مكمان بضرب بريت هارت وقال بعد أسبوع ان بريت لن يره أحد في الاتحاد أبداَ وبعد اسبوعان عاد بريت هارت مجددا ليتكلم مع فينس مكمان وبعدها ضربه بريت ثم جاء باتيستا وثبت بريت وبصق فينس مكمان في وجهه وبعد أسبوع رجع بريت ليودع الحلبة واتحاد المصارعة إلى الأبد ثم انكسرت قدمه لكن عاد بريت بعدها وقال بان رجله لم تنكسر لكنه كان يريد فقط توقيع عقد ليلعب مباراة رسلمانيا 26 ضد فينس مكمان وقد حصل على مراده وفاز بريت هارت عليه في مباراة رسلمانيا 26.
بعد العرض السنوي راسلمينيا تصالح فينس مع المصارع بريت هارت في عرض راو قائلا «أتمنى لهذا الصلح ان يدوم طويلا وأتمنى لهذه القصة أن تنتهي بنجاح» وبعدها بشهر طلب ذا ميز الدفاع عن لقب بطولة الولايات المتحدة الذي اخذها بريت هارت ذا هيتمان.. داينستي طلب ذا ميز مواجهة بريت هارت وبعد أسبوع خاض بريت هارت مع ذا ميز مواجهة قوية وفي النهاية استطاع بريت هارت ان يعمل حركته Sharb Shoter أيّ حركة الاستسلام ونجح بريت هارت واخذ بطولة الولايات المتحدة وبعد أسبوع أمر رئيس اتحاد الراو بريت هارت التخلي عن بطولة الولايات المتحدة بشرط ان يتقاتل ذا ميز ضد آر _ تروث في مباراة Battle Hell سنة 2013تواجه كريتس أكسل وتربل اتش دخل رئيس مجلس الإدارة فينس ماكمان أثناء النزال وأمر بقرع الجرس منهيا النزال بفوز كريتس أكسل ليغضب تربل اتش ويعلن بحكم منصبه أن النزال سيبدأ من جديد ليعود فينس وينهيه مجددا ويكرر فينس أوامره بإنهاء النزال مرة أخرى. أعلن تربل اتش بحكم سلطاته إعادة النزال على طريقة الرجل الحديدي ليأمر فينس خصمه كيرتس اكسل بمغادرة الحلبة ثم أخذ الجرس وغادر الحلبة وسط ذهول تربل اتش.
ظهر تربل اتش غاضبا خلف الكواليس متحدثا لزوجته ستيفاني التي حاولت تهدأته وطلبت منه زوجته أن لا يؤذي والدها لأنه أخذ يكبر بالسن، اقتنع تربل إتش بكلام ستيفاني وطلب منها أن تتحدث إلى والدها حول ما فعله.

## روابط خارجية
- فينس مكمان على موقع IMDb (الإنجليزية)
- فينس مكمان على موقع الموسوعة البريطانية (الإنجليزية)
- فينس مكمان على موقع ألو سيني (الفرنسية)
- فينس مكمان على موقع ميوزك برينز (الإنجليزية)
- فينس مكمان على موقع إن إن دي بي (الإنجليزية)
- فينس مكمان على موقع ديسكوغز (الإنجليزية)
- فينس مكمان على موقع قاعدة بيانات الفيلم (الإنجليزية)
- فينس مكمان على موقع دبليو دبليو إي (الإنجليزية)
- فينس مكمان على موقع WrestlingData.com (الإنجليزية)
- فينس مكمان على موقع CageMatch worker (الإنجليزية)
- فينس مكمان على موقع قاعدة بيانات المصارعة على الإنترنت (الإنجليزية)
- فينس مكمان على موقع عالم المصارعة على الإنترنت (الإنجليزية)